# ألما زاك
ألما زاك (بالعبرية: עלמה זק‏) هي ممثلة إسرائيلية، ولدت في 21 نوفمبر 1970 في تل أبيب في إسرائيل.

## وصلات خارجية
- ألما زاك على موقع IMDb (الإنجليزية)
- ألما زاك على موقع ألو سيني (الفرنسية)
- ألما زاك على موقع ميوزك برينز (الإنجليزية)
- ألما زاك على موقع ديسكوغز (الإنجليزية)
- ألما زاك على موقع قاعدة بيانات الفيلم (الإنجليزية)